# 月と炎の戦記
『月と炎の戦記』（つきとほのおのせんき）は、森岡浩之によって執筆されたライトノベル。続編となる『月と闇の戦記』（つきとやみのせんき）と併せて説明する。

## 月と炎の戦記
1999年7月に角川スニーカーブックスより刊行された日本神話を題材とするファンタジー小説。当初は予定の無かった続編『月と闇の戦記』が『ザ・スニーカー』で連載が開始されるのに伴い文庫化された。イラストは小菅久美。

### ストーリー
天照大御神が天の岩戸に隠れ、高天原と葦原中国が闇に閉ざされてから約1年。神々が対策を講じている間に地上では魑魅魍魎が跋扈（ばっこ）するようになった。スクネの里に住む狩人の少女カエデは、タカナの淵で暴れまわる蛟を退治しに行く道中で熊に襲われてしまう。助けを求めるカエデの罵声を聞きつけてやってきたツクヨミと、その騎獣ツユネブリによって助けられ窮地（きゅうち）を脱するのだが、妖との戦いの最中に復活したカグツチの手にかかりツクヨミは死んでしまうのだった……。

### 主な登場人物
カエデ
本作の主人公。弓の名手であることに加えて、両親を亡くしていて死んでも悲しむ人がいないため里の長老たちから蛟退治に送り出されてしまう。
ツクヨミ
三貴子の一柱で月の神。外見は長い黒髪を垂らした若者で、性格は一言で言えば慇懃無礼。カエデの極めて非論理的な脅迫に屈して行動を共にすることになる。
ツユネブリ
ツクヨミの騎獣。白兎の姿をした肉食性の神獣で、ぼやき癖がありタカマガハラに雇用関係を監視する神がいないことを嘆いている。
カグツチ
神産みにおいてイザナギとイザナミとの間に生まれた火の神。自らを殺したイザナギを激しく憎んでいて、復讐のために地上を焼き尽くそうとする。
イザナギ
淡路島に隠居している神々の父。全てに興味を失っていて地上が闇に閉ざされていることにも気付いていなかった。
イザナミ
根の堅州國の黄泉津大神となった神々の母。人間からは死の女王として恐れられているが、実の子に対しては愛情を隠さない。

## 月と闇の戦記
『ザ・スニーカー』誌上で2001年2月号から2003年8月号まで連載されたファンタジー小説。著者の森岡にとっては初となる現代を舞台にした長編である。『月と炎の戦記』の続編となる作品で「ネオジャポネスク伝奇アクション」と銘打たれている。角川スニーカー文庫より全3巻で文庫化されている。イラストは草河遊也。また、ドラマCD化もされている。

### ストーリー

#### 月と闇の戦記一 退魔師はがけっぷち。
ある満月の夜、小学校の行事でキャンプに来ていた少年は夜道で妖怪に襲われてしまうが、巨大な白い兎に乗った奇妙な出で立ちの青年と少女によって助けられる。それから約20年後、その日暮らしの貧乏退魔師・菊名隆生は久しぶりに舞い込んだ仕事の依頼で赴いた洋館グリーン・ハイツで見覚えのある兄妹と白兎に出会った……。

#### 月と闇の戦記二 守護者はぶっちぎり。
滋也の機転で窮地を脱したものの、そこに楓が中学生の少女・村西結宇を連れて来た。謎の男たちに追われている結宇を助けるため、隆生はなぜか静岡県・幹芽山の岩御座神社に埋蔵金を発掘しに行くことになる……。

#### 月と闇の戦記三 神様はしらんぷり。
楓の神おろしの儀により巨大化したツユネブリに乗って、イフカの特務社員たちと戦う滋也の背後には満月が輝いていた。その光景を見て隆生はある記憶を思い出す。一方、法印美和はその恐るべき計画を遂に実行に移そうとしていた……。

### 主な登場人物
菊名隆生（きくな たかお）
声：関智一 / 時田光（幼少時）
本作の主人公。幼いころから霊感が強く幽霊や妖怪を見てしまう性質で、その力を生かして除霊を行う退魔師を名乗り生計を立てている。
伊勢滋也（いせ しげや）
声：置鮎龍太郎
ディレッタントを自称する楓の兄。慇懃無礼な性格で大量の科学書の積まれた部屋で昼から酒を飲んで暮らしている。
伊勢楓（ いせ かえで）
声：川澄綾子
滋也の妹。ボーイッシュな外見の女子高生で料理が得意。弓道をしているらしく、一度決めたら絶対に意思を曲げない頑固者。
村西結宇（むらにし ゆう）
声：堀江由衣
少しずれたところのある女子中学生。父からなんらかのデータの入ったCD-ROMを預けられたことにより幾多の受難に見舞われることになる。
ツユネブリ
声：中嶋聡彦
楓の飼っている肉食性の白兎。なんらかの知性を感じさせる行動をすることがある。
コン
声：久川綾
グリーン・ハイツに住む女性の幽霊。明治時代の人間で17歳で子供を生んだときに産褥熱（さんじょくねつ）で他界した。
河那珂紫瑞（かわなか しずい）
声：吉沢希梨
自称霊能力者。隆生とは別に依頼を受けてグリーン・ハイツにやって来た。
法印美和（ほういん みわ）
株式会社イフカの会長。とある計画を企てていて、その障害となる隆生たちの行動を8人の特務社員に命じて妨害させる。
特務社員
大鳥（声：辻谷耕史）、火田（声：鈴村健一）、黒磯（声：田坂秀樹）、柝間（声：坂口候一）、若井、土谷、鳴瀬、伏見の8人で構成されていてリーダー格は大鳥。滋也とは古い知り合い。

## 関連商品
- 書籍
  - 月と炎の戦記 （1999年7月25日初版発行・角川スニーカーブックス・ISBN 9784047887190 / 2000年9月1日発行・角川スニーカー文庫・ISBN 9784044243012）
  - 月と闇の戦記一 退魔師はがけっぷち。 （2001年12月1日初版発行・角川スニーカー文庫・ISBN 9784044243029）
  - 月と闇の戦記二 守護者はぶっちぎり。 （2002年11月1日初版発行・角川スニーカー文庫・ISBN 9784044243036）
  - 月と闇の戦記三 神様はしらんぷり。 （2004年1月1日発行・角川スニーカー文庫・ISBN 9784044243043） ※エピローグ部分は書き下ろし。

- ドラマCD
  - 『スニーカーCDコレクション 月と闇の戦記』 （2002年12月・ムービック） ※書き下ろし短編『妖怪はちからずく。』同梱。
    - 脚本・鈴木達也
    - 音響製作・アーツプロ
      - 演出・本田保則
      - 音効・サウンドボックス

    - 音楽制作・イマジン
    - 企画制作・ムービック